# 压雪车
压雪车（Snowcat, Snow groomer）是一种在雪地行走的履带式车辆，主要用于运输或平整滑雪场，知名品牌有德国的凯斯鲍尔和加拿大的庞巴迪公司。压雪车的其他功能还包括极地探险、野外研究、地震学研究及农业。